# Panela (heráldica)

Escudo de Morga, ciudad de Vizcaya, blasonada con tres panelas de gules.

En la heráldica española se conoce como panela a una figura natural similar a una hoja en forma de corazón y el pecíolo apuntando hacia arriba.

## Origen
Según una leyenda, su origen se remonta a una batalla entre los bandos oñacino y gamboíno en la sierra alavesa de Arrato, tan cruenta que el río Zadorra se tiñó de sangre y las hojas de álamo, cubiertas de polvo, quedaron desparramados sobre ella. En recuerdo de este enfrentamiento, los Guevara habrían tomado las siguientes armas:

En campo de gules, cinco panelas de plata en sotuer.

Para Ricardo Becerro de Bengoa, las panelas son flores grandes que flotan sobre el agua y que el vulgo llama «calabazas». En una línea similar, Menéndez Pidal de Navascués propone que esta figura heráldica es equivalente a las hojas de tilo encontradas como adorno de los vuelos de las cimeras, en el área germánica, y al nenúfar francés.

## Uso en la heráldica española
De los 1387 escudos del armorial gentilicio español blasonados con hojas, el 83% contiene panelas, generalmente en número de cinco y colocadas en aspa. De esta forma, se convierte en la hoja por excelencia de la heráldica española, como es la ortiga en el caso alemán o el roble en Inglaterra. Las heráldicas más abundantes en panelas son la vasca y navarra, mientras que su frecuencia en el resto de las comunidades se encuentra por debajo de la media nacional.